# 카메기쿠
카메기쿠(일본어: 亀菊 かめぎく[*], 생몰년 미상)는 가마쿠라 시대 전기의 시라뵤시이다. 고토바 상황의 애첩이다. 이가노츠보네(伊賀局)라고도 한다. 『죠큐키(承久記)』에 의하면, 사메우시 니시토우인 (헤이안쿄의 작은 도로와 큰 도로)의 주인으로, 아버지는 교부노죠이다.
에구치의 유녀였던 것으로 보이며, 이 지역과 관련이 있는 셋츠국 나가에ㆍ무쿠하시 (오사카부 토요나카시)의 장원을 상황으로부터 부여받았다. 가마쿠라에서 상황과 좋은 관계를 가졌던 가마쿠라 막부 3대 쇼군 미나모토노 사네토모가 암살되자, 막부는 상황의 친왕을 새로운 쇼군으로 가마쿠라로 맞이 할 것을 요청했다. 상황은 카메기쿠의 소령인 두 장원의 지토가 영주의 명령을 듣지 않으니, 면직하고 지토를 폐지라하고 요구하며, 막부에 양보를 강요했다. 막부는 상황의 요구를 거부해, 양측의 교섭은 결렬되었고, 이 카메기쿠의 소령 문제를 둘러싼 쇼군 동쪽 하향 문제는 상황과 막부의 관계를 악화시켜, 2년 후의 조큐의 난의 원인이 되었다.
『죠큐키(承久記)』 류포본에 의하면, 카메기쿠는 난 후, 상황의 오키섬 유배에 동행한 것으로 알려졌다.

## 같이 보기
- 케이세이스이코덴 - 카메기쿠가 적으로 등장하는 에도 시대의 합권본